# Pública FM
Pública FM es una emisora de radio ecuatoriana propiedad del Estado a través de la Empresa Pública Medios Públicos fundada el 4 de octubre de 2016. Se creó con un presupuesto de 1,7 millones de dólares, que proviene de un crédito no reembolsable del Banco de Desarrollo del Ecuador (BDE). Inició emisiones bajo el nombre Radio Pública del Ecuador el 18 de agosto de 2008. El 14 de noviembre de 2017, cambia su nombre a Pública FM como parte de un proceso de renovación de todos los medios públicos.

## Frecuencias en FM
- Quito: 105.3 FM
- Guayaquil: 105.3 FM
- Cuenca: 105.3 FM
- Manta:88.1 FM.
- Portoviejo:88.1 FM.
- Ambato:88.1 FM.
- Riobamba:88.1 FM.
- Santo Domingo de los Colorados:100.9 FM.
- Machala:88.3 FM.
- Quevedo:88.3 FM.
- Loja:90.5 FM.
- Ibarra:88.3 FM.
- Tulcán:102.5 FM.
- Esmeraldas:89.1 FM.